# مارچلا میکلانجلی
مارچلا میکلانجلی (ایتالیایی: Marcella Michelangeli؛ زادهٔ ۲۸ ژانویهٔ ۱۹۴۳) بازیگر اهل ایتالیا است.
از فیلم‌هایی که وی در آن نقش داشته‌است، می‌توان به پدرسالار، زشت، کثیف و بد، یک داستان عاشقانه، مردی با قلم‌موی زرین، آریزونا کلت بازمی‌گردد و همه ما همدیگر را خیلی دوست داشتیم اشاره کرد.